# Сафедджар
Сафедджар (тадж. Сафедҷар, до марта 2022 г. — Окджар, Акджар) — село в Нурафшонском сельском джамоате Лахшского района. Расстояние от села до центра района — 16 км, до центра джамоата — 11 км. Население — 318 человек (2017 г.), таджики.